# Dipartimento di Faro
Il dipartimento di Faro è un dipartimento del Camerun nella Regione del Nord.

## Comuni
Il dipartimento è suddiviso in 2 comuni:
- Beka
- Poli